# En El Muelle De San Blas
En El Muelle De San Blas è il quarto singolo, nonché ottava traccia, estratto dall'album Sueños líquidos dei Maná nel 1997. La canzone è scritta e prodotta da Fernando Fher Olvera e Alex González. La settimana del 23 maggio del 1998 il singolo viene lanciato in radio per la prima volta e raggiunge la diciottesima posizione della Top Latin Songs in America e resta in classifica per un totale di sei settimane.
Il testo della canzone si ispira alla storia di Rebeca Mendez Jimenez di Puerto Vallarta. Da giovane Rebeca si fidanzò con Manuel, un ragazzo di Puerto Vallarta, e poco prima del matrimonio, nel 1971, questi partì per una battuta di pesca, promettendo all'amata di tornare al più presto. Sfortunatamente il peschereccio sul quale il ragazzo si imbarcò non fece mai ritorno. Rebeca, disperata, continuò ad aspettarlo al Muelle de San Blas, vestita in abito da sposa. La donna morì nel settembre del 2012, dopo aver aspettato il suo grande amore per tutta la vita. Durante un viaggio nella cittadina di Puerto Vallarta, il cantante dei Maná conobbe l'anziana Rebeca e, ascoltata la sua storia, decise di scriverne una canzone.